# Megapodius tenimberensis
Megapodius tenimberensis е вид птица от семейство Megapodiidae. Видът е почти застрашен от изчезване.

## Разпространение
Видът е разпространен в Индонезия.